# Путешествие из Парижа (фильм, 2015)
Путешествие из Парижа (фр. Paris-Willouby) — французский художественный фильм 2015 года, комедийная мелодрама режиссёров Артура Делер и Квентина Рейно. Премьера в России состоялась 28 апреля 2016 года.

## Сюжет
Картина рассказывает об обычной французской семье. Причём у обоих супругов есть по ребёнку от предыдущего брака и один общий. Отношения в этой семье складываются не очень просто. Ситуация осложняется неприятностями по работе отца семейства — Мориса Гилби (Стефан де Гродт). Неожиданно приходит сообщение о том, что умер отец жены Клэр Лакур (Изабель Карре). Он когда-то ушел из семьи, а вскоре умерла мать. И Клэр вместе с братом Марком (Алекс Лютц) поклялись друг другу вычеркнуть отца за это предательство из своей жизни. Однако всей семье приходится садиться в микроавтобус и ехать из Парижа в отдалённую деревню на похороны. В машине шесть человек: родители, трое детей и Марк. 
Основная часть повествования картины связана с путешествием на машине. Герои выясняют отношения, припоминают друг друг прошлые обиды, ссорятся и мирятся, попадают в разные ситуации (как комичные, так и драматичные) и в итоге приезжают в деревню. После похорон они приходят в дом скончавшегося Лакура-старшего. Здесь происходит кульминация: все члены семьи приходят к мысли, что очень нужны и дороги друг другу.

## В главных ролях
- Стефан де Гродт[фр.] — преподаватель Морис Гилби, отец семейства
- Изабель Карре — Клэр Лакур, супруга Мориса
- Жозефина Жапи — Люси Гилби, дочь Мориса от первого брака, подросток
- Солаль Форте[фр.] — Александр Ле Тальек, сын Клэр от первого брака, подросток
- Алекс Лютц — Марк Лакур, брат Клэр
- Аминте Одиард — Прун Гилби, общая дочь Мориса и Клэр

## Съёмочная группа
- Режиссёры — Артур Делер, Квентин Рейно[фр.]
- Продюсеры — Ксавьер Риго, Марк-Антуан Роберт, Филипп Логи
- Оператор — Янник Рессижеак
- Композитор — Гаш[фр.]

## Критика
Фильм был холодно принят критикой и провалился в прокате.